# Axinidris denticulata
Axinidris denticulata é uma espécie de inseto do gênero Axinidris, pertencente à família Formicidae.